# Jaap van Heusden
Jaap van Heusden (Utrecht, 19 mei 1979) is een Nederlandse filmregisseur, die drie maal een Gouden Kalf won, o.a. voor beste regie. 

## Loopbaan
Van Heusden werkte, voordat hij naar de filmacademie ging, een aantal jaar in Ouagadougou, de hoofdstad van Burkina Faso, waar hij o.a. een filmfestival opzette voor plaatselijke filmmakers. Hij debuteerde in 2005 met de korte film Een ingewikkeld verhaal, eenvoudig verteld. Sindsdien regisseerde hij diverse bioscoop- en tv-films, die hij ook (deels) zelf schreef. In 2018 won zijn film In Blue drie keer een Gouden Kalf, o.a. voor beste regie. 

## Filmografie
- 2023: De Man Uit Rome (IJswater Films)
- 2017: In Blue (IJswater Films)
- 2013: De Nieuwe Wereld (IJswater Films)
- 2010: Win/Win (IJswater Films)

### Korte films
- 2022: Blauw licht: Herinneringen van een ambulancebroeder (documentaire, HUMAN)
- 2018: Het Laatste Verhoor (HUMAN)
- 2017: Asylum (documentaire, BALDR Film)
- 2014: Duivelse Dilemma's: De verloren zoon (HUMAN)
- 2012: Duivelse Dilemma's: Het offer (HUMAN)
- 2011: Duivelse Dilemma's: Drone (HUMAN)
- 2009: I Love Het Leger (Guapo Productions)
- 2008: Ooit (IJswater Films)
- 2006: Anderman (documentaire, IJswater Films)
- 2006: Parparim
- 2006: Le griot de Daporé (Semfilms NL)
- 2005: Een ingewikkeld verhaal, eenvoudig verteld

## Prijzen (selectie)
- De reportage Wie zorgt er voor de ambulancebroeder die net een kind heeft zien sterven? die hij maakte voor HUMAN en NRC, met Carola Houtekamer en Jefta Varwijk won De Tegel 2022 in de categorie Interview.[1] In deze korte documentaire uit de serie 2Doc werden de herinneringen van een ambulanceverpleegkundige verbeeld.
- Op het Nederlands Film Festival van 2018 werd de film In Blue drie keer bekroond met een Gouden Kalf: beste scenario, beste regie en Maria Kraakman als beste actrice. Tevens werd deze film genomineerd voor nog drie categorieën: beste film, beste montage en beste geluid.

- In oktober 2017 won de film In Blue de Narrative Feature Award voor beste film op het filmfestival van Austin in de Amerikaanse staat Texas.

- Nominatie voor Gouden Kalf voor Beste Televisiedrama voor Ooit (2008).